# Evert Jan Diest Lorgion
Evert Jan Diest Lorgion (Lemmer, 30 augustus 1812 - Groningen, 11 mei 1876) was predikant, hoogleraar, kerkhistoricus en rector magnificus.

## Biografie
Lorgion werd geboren als zoon van de predikant Johannes Jacobus Lorgion en Jacoba Diest. Hij trouwde in 1837 met Theodora Klazina Banga (1814-1851), dochter van dr. Jelle Banga en lid van de familie Banga, en in 1855 met Godartine Alexandrine Gerhardine Phillippine barones van Hoevell (1815-1902), lid van de familie Van Hövell en zus van Tweede Kamerlid dr. Wolter Robert baron van Hoevell (1812-1879).
Lorgion studeerde theologie te Franeker en te Groningen en promoveerde aan die laatste universiteit in 1836. Het jaar daarna werd hij Hervormd predikant te Hallum, in 1842 te Stiens en vanaf 1843 in Groningen. In 1860 werd hij benoemd tot buitengewoon hoogleraar aan de Groninger universiteit, als assistent van Louis Gerlach Pareau. Na het overlijden van die laatste werd hij in 1866 benoemd tot gewoon hoogleraar in de godgeleerdheid. Hij schreef verschillende kerkhistorische studies, met name over de kerkgeschiedenis van Friesland, over Balthasar Bekker en Hubert Duifhuis; daarnaast schreef hij een geschiedenis van Groningen.
In de academiejaren 1862-1863 en 1872-1873 was Lorgion rector magnificus.